# Лампунг
Лампунг е една от провинциите на Индонезия. Административен център е град Бандар Лампунг (в превод Пристанище Лампунг). Населението ѝ е 8 109 601 жители (по преброяване от май 2015 г.), а има площ от 34 624 кв. км.
Религиозният състав през 2010 г. е: 92% мюсюлмани, 1,8% протестанти, 1,8% католици и 1,7% будисти. Намира се в часова зона UTC+7. В провинцията има често заметресения и изригвания на вулкани. Имало е земетресение на 10 май 2005 г., което е било с магнитуд 6,4 по скалата на Рихтер. Произвеждат се кафе, какао, кокосови орехи. Фирмата Нестле използва продукцията от региона. Туризмът не е основна индустрия в Лампунг. През 2010 г. са я посетили 400 000 туристи, 10 000 от които от Австралия и Нова Зеландия.